# Benevento
Benevento (lateinisch Beneventum, deutsch Benevent) ist die Hauptstadt der italienischen Provinz Benevento und liegt in der Region Kampanien.

## Geographie

Lage von Benevento in der Provinz Benevento

Benevento liegt 239 km südöstlich von Rom, 66 km nordöstlich von Neapel und 94 km südwestlich von Foggia.

### Geografische Lage
Die Stadt liegt in der historischen Hügellandschaft Samnium (italienisch Sannio) am Fuße des kampanischen Apennin, die Altstadt auf dem Colle della Guardia, einer Anhöhe am Zusammenfluss der Flüsse Sabato und Calore Irpino. Das Gemeindegebiet erstreckt sich über eine Höhe von 83 bis 499 m s.l.m. Die Stadt liegt in der Erdbebenzone 1 (stark gefährdet).
Die Kernstadt ist in sechs Rioni (Stadtteile) unterteilt: Centro Storico, Ferrovia, Libertà, Mellusi-Atlantici, Pacevecchia und Rufina. Dazu kommen zahlreiche ländliche Siedlungen im weitläufigen Gemeindegebiet.
Die Nachbargemeinden sind Apollosa, Castelpoto, Foglianise, Fragneto Monforte, Paduli, Pesco Sannita, Pietrelcina, Ponte, San Leucio del Sannio, San Nicola Manfredi, Sant’Angelo a Cupolo und Torrecuso.

### Bevölkerung
Benevento hat 56.048 Einwohner (Stand 31. Dezember 2023).
Bevölkerungsentwicklung
| Jahr      | 1861   | 1881   | 1901   | 1921   | 1936   | 1951   | 1971   | 1991   | 2001   | 2016   |
| Einwohner | 19.222 | 21.359 | 24.137 | 26.790 | 37.865 | 47.604 | 59.009 | 62.561 | 61.791 | 59.945 |

Quelle: ISTAT

## Geschichte

### Name
Der ursprüngliche Name von Benevento stammte aus dem Oskischen und lautete möglicherweise Malies oder Malocis und entwickelte sich zu Maloenton weiter. Die Vorsilbe Mal- hatte dabei möglicherweise die Bedeutung „Stein“. Latinisiert wurde daraus Maleventum, was auf Lateinisch die Bedeutung „schlechtes Ereignis“ hat. Nach dem Sieg über Pyrrhus wurde die Stadt deshalb bei der Gründung der Kolonie 268 v. Chr. in Beneventum („gutes Ereignis“) umbenannt.

### Altertum
Benevent war eine bedeutende altsamnitische Stadt im Gebiet der Hirpiner. Ihre Gründung wird in mythische Zeiten versetzt und als angeblicher Gründer Diomedes genannt. Zum ersten Mal erwähnt wird sie in der Geschichte des Zweiten Samnitenkriegs 314 v. Chr., als die Samniten nach ihrer Niederlage gegen die Römer dorthin flüchteten. 275 v. Chr. fand die dritte Schlacht zwischen König Pyrrhos von Epirus und den Römern unter dem Konsul M. Curius Dentatus vielleicht bei Benevent statt; möglicherweise waren aber auch die Arusinischen Felder (Campi Arusini) in Lukanien der Ort dieser kriegerischen Auseinandersetzung. Die Schlacht endete jedenfalls mit einem für die römische Expansion in Süditalien entscheidenden Sieg, und Pyrrhos entkam mit nur wenigen Reitern nach Tarent. Wegen der günstigen Lage der Stadt wurde sie nach Beendigung des Krieges gegen Pyrrhos 268 v. Chr. zu einer Militärkolonie latinischen Rechts umgewandelt. Aus der frühen Zeit der römischen Kolonie stammen die Kupfermünzen mit der Aufschrift BENVENTOD und dem Wappenbild eines laufenden Rosses, eventuell eine Anspielung auf den vermeintlichen Stadtgründer Diomedes. Wahrscheinlich bald nach der Deduktion der Kolonie wurde die Via Appia von Capua bis Benevent verlängert; schon im 2. Jahrhundert v. Chr. scheint ihre Fortsetzung bis Brundisium (heute Brindisi) in Gebrauch gewesen zu sein.
Durch Lage und Bedeutung war Benevent ein wichtiger Stützpunkt für die römische Herrschaft in Süditalien. Im Zweiten Punischen Krieg, der gegen Hannibal ausgefochten wurde, hielt es treu zu Rom. Aufgrund seiner Nähe zu Kampanien und seiner Stärke als Festung wurde es dabei wiederholt von römischen Generälen besetzt. Um den sich ständig abwartend verhaltenden Diktator Quintus Fabius Maximus Verrucosus zur Annahme einer Schlacht zu zwingen, zog Hannibal mit seinem Heer 217 v. Chr. durch Samnium bis nach Kampanien und verheerte dabei die blühendsten Landschaften Italiens, so auch das Gebiet von Benevent; doch Fabius folgte dem Gegner zwar, blieb aber eisern bei seiner Taktik. In der Nähe von Benevent wurden dann zwei wichtige militärische Auseinandersetzungen dieses Krieges ausgetragen: 214 v. Chr. schlug der Prokonsul Tiberius Sempronius Gracchus in einer Schlacht den karthagischen Feldherrn Hanno, und 212 v. Chr. wurde das Lager Hannos, in dem eine große Menge Getreide und andere Vorräte gelagert waren, vom römischen Konsul Quintus Fulvius Flaccus nach heftigem Kampf erstürmt. 209 v. Chr. gehörte Benevent zu den 18 latinischen Kolonien, die die verlangten Heereskontingente und Gelder für den fortdauernden Krieg lieferten.
Die höchsten Magistrate der Stadt führten – in Anlehnung an den Titel der obersten Beamten Roms – den Titel Konsul; auch Quästoren und vielleicht Prätoren kamen vor. Dies war eine ehrenvolle Gleichstellung mit der Mutterstadt Rom, die sich auch in den Bezeichnungen mehrerer Örtlichkeiten wie dem Capitolium Beneventi ausspricht. Während des Bundesgenossenkriegs (91–88 v. Chr.) wurde Benevent um 89 v. Chr. zum Municipium umgewandelt, und seine Magistrate hießen seitdem u. a. Quattuorviri; doch waren auch die älteren Bezeichnungen Prätor, Zensor, Interrex und Quästor noch nicht ganz verschwunden.
42 v. Chr., als die entscheidende Schlacht gegen die Caesarmörder bevorstand, versprachen die Triumvirn Marcus Antonius, Octavian (der spätere Kaiser Augustus) und Marcus Aemilius Lepidus ihren Soldaten zur Anstachelung von deren Hoffnung auf Siegesbeute neben anderen Geschenken 18 wohlhabende italische Städte, darunter Benevent, zur Ansiedlung. Der Grund und die Häuser dieser Gemeinden sollten unter die Soldaten aufgeteilt werden, als wenn sie ihnen im Krieg als Feindbesitz zugefallen wären. Lucius Munatius Plancus leitete die Gebietsverteilungen an die Veteranen. Augustus verstärkte, wohl nach der Schlacht bei Actium (31 v. Chr.), die Kolonie durch Veteranen der Legio VI Ferrata und Legio XXX Classica. Wiederum verstärkt wurde die Kolonie unter Nero. Ihren vollen Namen Colonia Iulia Concordia Augusta Felix Beneventum gibt eine Inschrift von Caudium aus severischer Zeit.
In der Kaiserzeit wird die Stadt öfters als reich und blühend erwähnt, was sie namentlich ihrer Stellung im Mittelpunkt des ganzen unteritalischen Straßennetzes verdankt. Außer der oben erwähnten Via Appia nach Capua wurde deren Verlängerung über Venusia (heute Venosa) nach Tarentum (heute Tarent) und Brundisium vielleicht schon im 2. Jahrhundert. v. Chr. genutzt. Dazu kamen später die Straße über Canusium und Barium (heute Bari) nach Brundisium, ferner kleinere Straßen: nach Saepinum und weiter ins samnitische Gebiet, nach Telesia und Kampanien, zur Küste über Abellinum nach Salernum (heute Salerno). Infolgedessen wird Benevent häufig bei Gelegenheit von Reisebeschreibungen genannt, so etwa von Horaz anlässlich seiner Reise von Rom nach Brundisium. Auch die Kaiser besuchten die Stadt nicht selten, so Nero, sowie Vespasian und Domitian. Das bereits ausgedehnte Stadtgebiet wurde in der Kaiserzeit noch vergrößert: Augustus fügte ihm das Stadtgebiet von Caudium zu, Trajan einen Teil des Gebietes der Ligures Baebiani.
Von dem blühenden Zustand der Stadt zeugen die erhaltenen Baureste: vor allem der 114 n. Chr. errichtete Trajansbogen (jetzt Porta Aurea), mit reichem auf die kriegerischen und friedlichen Verdienste des Kaisers bezüglichen Skulpturenschmuck; ein anderer schmuckloser Bogen (Arco del sacramento); ferner bedeutende Reste eines Theaters aus dem 2. Jahrhundert, Thermen und antike Brücken. Bemerkenswert sind auch die auf ägyptische Kulte deutenden Monumente, besonders die Reste eines 88 n. Chr. von Lucilius Rufus unter der Regierung Domitians errichteten Obelisken vor einem Tempel der Isis.
Diokletian trennte Benevent von der zweiten Region Italiens, der es Augustus zugewiesen hatte, und schlug es zu Kampanien. Noch in später Zeit erhielt es sich, während des allgemeinen Niederganges der süditalischen Landschaften und trotz mehrfacher Verheerungen durch Erdbeben und Gotenkriege, in relativer Blüte. So zerstörte der Ostgotenkönig Totila 545 die Mauern von Benevent, die aber bald danach ebenso wie die öffentlichen Gebäude durch Narses wiedererrichtet wurden.

### Mittelalter
Nach der Ausbreitung der Langobarden wurde Benevento Sitz langobardischer Herzöge (siehe Herzogtum Benevent), geriet aber wiederholt in Abhängigkeit von den Franken und den deutschen Kaisern. Im Zusammenhang mit der arabischen Eroberung Süditaliens 840 wurde Benevent für einige Jahre von den Muslimen besetzt und das Herzogtum in zwei, 850 in drei besondere Territorien (Benevent, Salerno und Capua) geteilt. Die Stadt ist seit 969 Sitz des Erzbistums Benevent. 1047 fiel es in die Hände normannischer Fürsten mit Ausnahme der Stadt, die Kaiser Heinrich III. 1053 Leo IX. zum Ausgleich einiger abgetretener Lehnsrechte auf Bamberg überließ.
Im 11. und 12. Jahrhundert wurden in Benevent vier Konzile abgehalten. Auf dem ersten 1087 wurde der Gegenpapst Guibert exkommuniziert und die Laieninvestitur verboten. Das zweite, 1091 einberufene Konzil war ebenfalls gegen Guibert und seinen Anhang gerichtet, während auf dem dritten, 1108 von Paschalis II. abgehaltenen wieder gegen die Investitur von Laien Stellung genommen wurde. Schließlich fand auf dem vierten beneventinischen Konzil 1117 die Exkommunikation des Erzbischofs Maurice Bourdin von Braga (später Gegenpapst Gregor VIII.) statt.
Am 26. Februar 1266 wurde in der Schlacht bei Benevent auf dem sog. Rosenfeld vor den Toren der Stadt der Hohenstaufer Manfred von Karl von Anjou geschlagen, worauf sich letzterer Apuliens, Siziliens und Tusciens bemächtigte. 1418 kam Benevent an Neapel, aber Ferdinand I. gab es an Papst Alexander VI. zurück, der es seinem ältesten Sohn, Juan Borgia, als Herzogtum verlieh. Aber Juan wurde bald ermordet. Von den Spaniern 1527 besetzt, aber der Kirche zurückgegeben, wurde es später noch mehrmals von Neapel eingenommen.

### Neuzeit

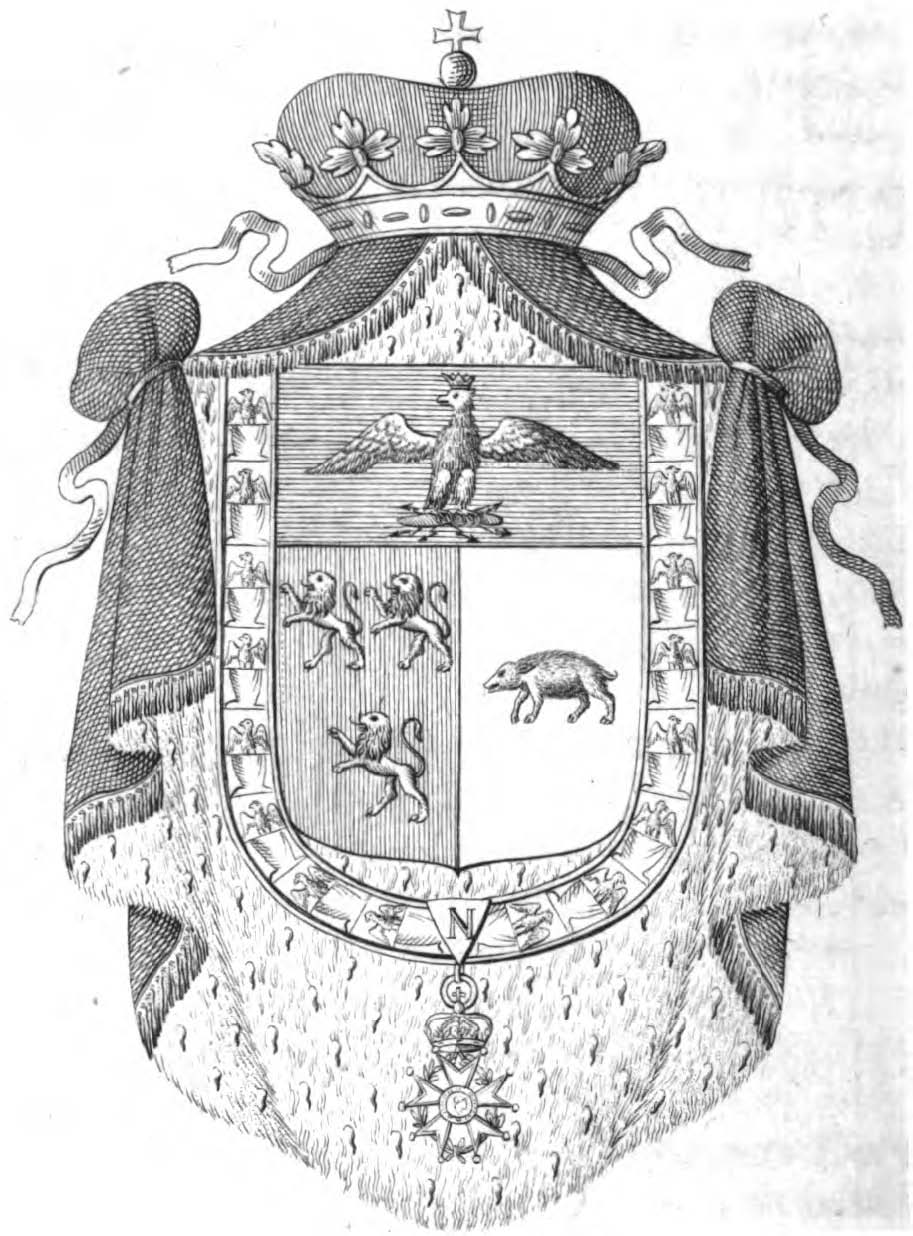
Wappen der Fürsten von Benevent, 1808

Als 1668 Benevent durch ein Erdbeben fast völlig zerstört worden war, ließ der damalige Erzbischof Orsini (der spätere Papst Benedikt XIII.) einen großen Teil der Stadt aus seinem Privatvermögen wieder aufbauen. Die Härte des Papstes Clemens XIII. gegen den Infanten Philipp von Parma veranlasste die Neapolitaner 1761 zur Besetzung Benevents, das aber 1774 an Clemens XIV. zurückgegeben wurde. Die Franzosen eroberten Benevent 1798 und verkauften es an Neapel. Der Kardinal Ruffo zerstreute 1799 in einer Schlacht bei Benevent die republikanischen Truppen. Im Jahre 1806 schenkte Napoleon I. Benevent als Fürstentum seinem Minister Talleyrand, der den Titel eines Fürsten von Benevent annahm. Im Jahre 1815 wurde es nach der Niederlage des von Napoleon eingesetzten und wieder zurückgekehrten Königs Joachim Murat von Neapel an den Papst zurückgegeben. Der König von Neapel behielt sich nur einige Hoheitsrechte vor, wie die Regalien des Tabak- und Salzverkaufs und des Post- und Zollwesens. Der Volksaufstand, der hier 1820 ausbrach, wurde bald unterdrückt. 1831 sorgte Neapel, das Militär einrücken ließ, dafür, dass Benevent nicht gleich anderen päpstlichen Delegationen rebellierte. Seit der Annexion Neapels 1860 gehörte Benevent zum neu entstandenen Königreich Italien.

### Zweiter Weltkrieg

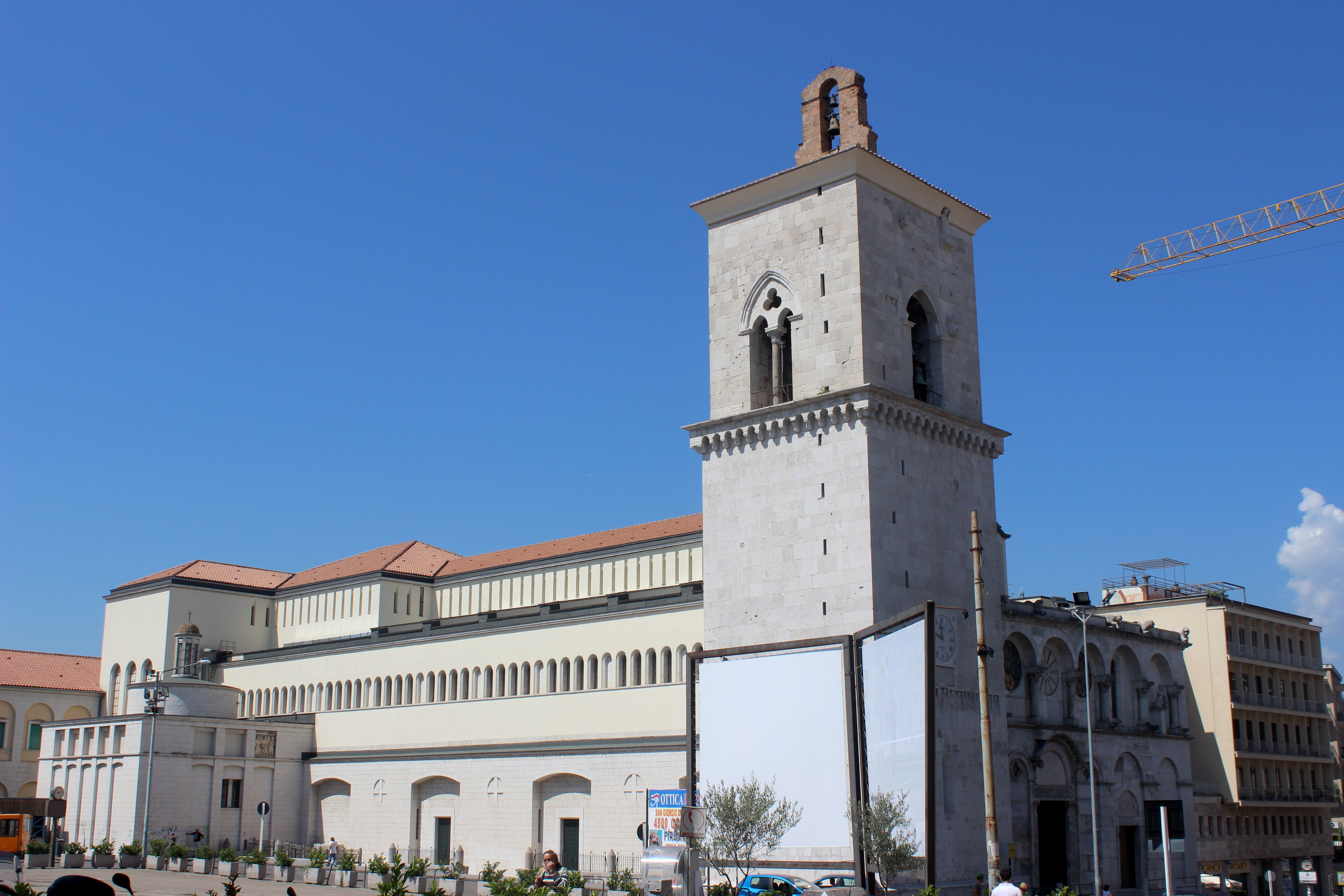
Dom von Benevent mit wiederhergestellter Fassade und modernem Kirchenschiff

Im Zweiten Weltkrieg erlitt Benevent erste Luftangriffe am 21. August 1943. Sie konzentrierten sich auf den Bahnhof an der wichtigen Bahnstrecke von Rom in den Süden und Südosten des Landes.
Nach der Übergabe Italiens an die Alliierten im Waffenstillstand von Cassibile am 8. September 1943 wurde Benevent von der deutschen Wehrmacht besetzt gehalten, um den Ponte Vanvitelli im Stadtzentrum und die Eisenbahnbrücke über den Fluss Calore Irpino zu kontrollieren und den Vormarsch alliierter Truppen hier aufzuhalten. Um die deutsche Besatzung zu vertreiben, wurde die Umgebung der Brücke am 11., 12. und vor allem 15. September bombardiert und dabei das mittelalterliche Stadtzentrum völlig zerstört. Die Zahl der getöteten Zivilisten wird mit 2000 angegeben. Am 2. Oktober 1943 verließen die deutschen Truppen die Stadt.

## Sehenswürdigkeiten

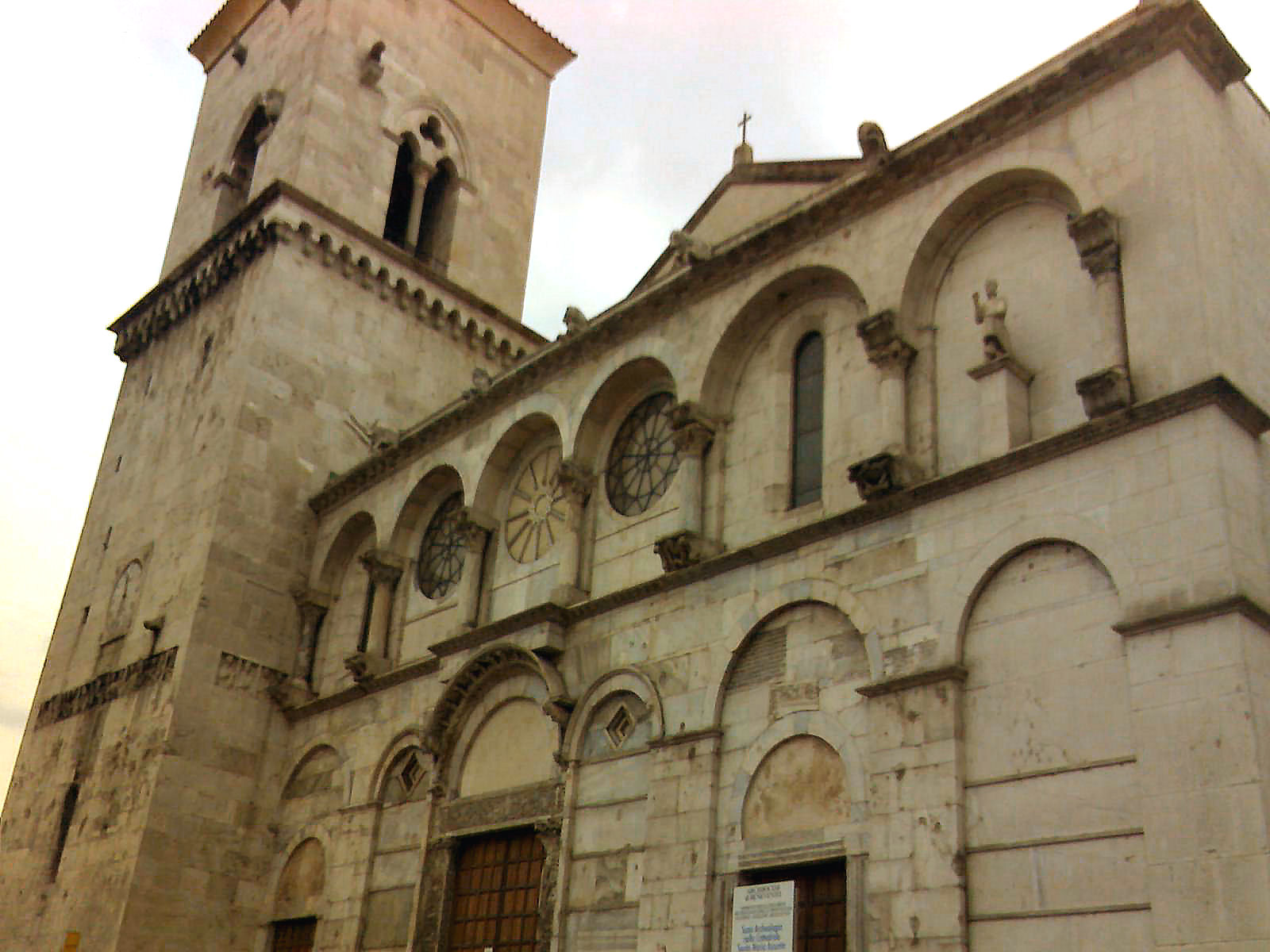
Fassade des Doms

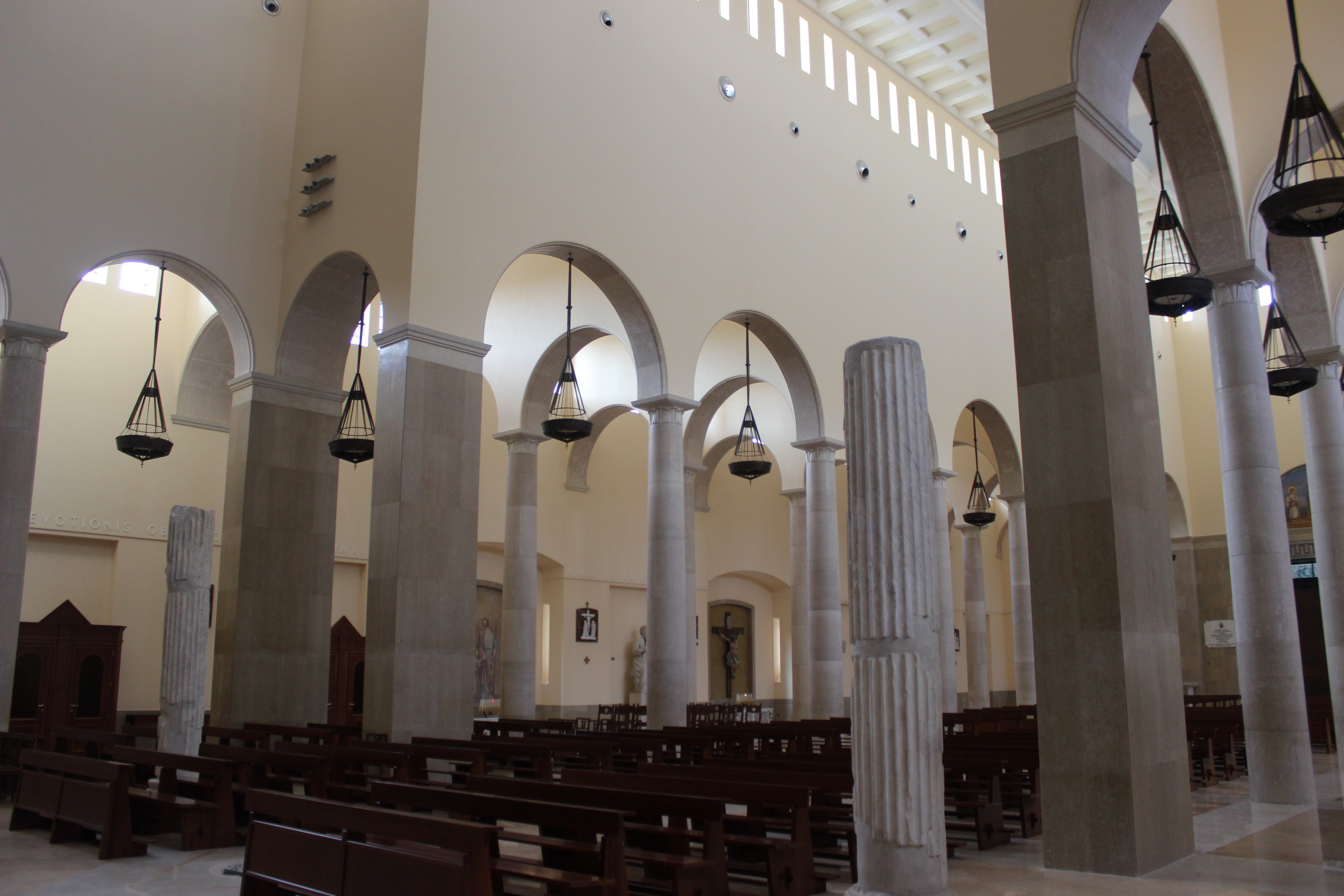
Innenraum des Doms

- Der Trajansbogen, erbaut  114 n. Chr., war unter dem Namen „Goldenes Tor“ (porta aurea) ein Stadttor von Benevento. Er gilt als eines der schönsten Baudenkmäler Süditaliens.
- Der Kirchenkomplex Santa Sofia gehört seit Juni 2011 zu einer Gruppe von Gebäudeensembles, die unter dem Titel Die Langobarden in Italien, Orte der Macht (568 bis 774 n. Chr.) in die Liste des UNESCO-Welterbes aufgenommen wurde.
- Am Dom von Benevent ist nur der angebaute Glockenturm noch überwiegend alt. Die Westfassade war nach dem Bombardement von 1943 so instabil, dass man sie nach dem alten Vorbild neu errichtete. Die Bronzeflügel des Hauptportals sind Originale aus dem 13. Jahrhundert. Das Schiff bekam beim Wiederaufbau zwar wieder die Form einer Basilika, aber in moderner Schlichtheit.

## Verkehr

### Straße
Benevento liegt an der Staatsstraße 7, die von Rom nach Brindisi an der Adriaküste führt.
Sofort nach der Einnahme durch die Römer wurde die Via Appia von Capua nach Benevento verlängert und schließlich 190 v. Chr. bis Brundisium weitergebaut. Sie führte über den heutigen Ponte Leproso über den Sabato und durchzog die Stadt im Verlauf des heutigen Corso Garibaldi. Die moderne Via Appia führt als Umgehungsstraße mit getrennten Fahrspuren südlich an der Altstadt vorbei. 108 bis 110 ließ Trajan die kürzere Via Appia Traiana bauen, deren Beginn durch den Trajansbogen bezeichnet wird. Sie wird heute durch die Strada stadale SS 90 bis / 90 delle Puglie nach Foggia ersetzt. Die Strada stadale SS 88 dei Due Principati verbindet die Stadt mit Avellino und Salerno.
Benevento ist über einen Autobahnzubringer, den Raccordo autostradale 9, mit der A16 Autostrada dei due Mari von Neapel an die Adria verbunden.

### Schiene
Der Hauptbahnhof Benevento Centrale ist ein wichtiger Knotenpunkt für Bahnverbindungen in Richtung Rom, Neapel, Campobasso, Salerno, Foggia und Bari. Er gehörte zu den 103 Bahnhöfen, die wegen ihrer Bedeutung zwischen 2001 und 2018 von einer eigenen Tochter der Ferrovie dello Stato Italiane (FS), der Centostazioni S. p. A., verwaltet und erhalten wurden. Diese Gesellschaft wurde 2018 in den FS-Betriebsteil Rete Ferroviaria Italiana (RFI) eingegliedert.
Hier ereignete sich am 15. Februar 1953 ein schwerer Eisenbahnunfall: Der Diretto 816 von Lecce nach Neapel, gezogen von einer Elektrolokomotive der Baureihe E.428, fuhr mit 106 km/h statt der zulässigen 30 km/h in den Bahnhof ein. Der gesamte Zug entgleiste, ausgenommen der letzte Wagen. 23 Menschen starben, 25 weitere wurden darüber hinaus schwer verletzt. Der Lokomotivführer behauptete Bremsversagen, es ist aber auch nicht ausgeschlossen, dass er eingeschlafen war.

### Luftverkehr
Rund fünf Kilometer nördlich von Benevento befindet sich bei der Ortschaft Olivola ein Flugplatz für die Allgemeine Luftfahrt.

## Politik
Fausto Pepe (PD) wurde im Mai 2011 zum zweiten Mal zum Bürgermeister gewählt. Sein Mitte-links-Bündnis stellt auch mit 19 von 32 Sitzen die Mehrheit im Gemeinderat. Er gewann die Wahl 2006 gegen seinen Vorgänger Sandro Nicola D’Alessandro (Mitte-rechts-Bündnis) (2001–2006).

### Wappen
| Wappen der Stadt Benevento | Blasonierung: „Unter goldenem Schildhaupte, darin ein schwarzer Eber mit roter Binde, geviert von Rot und Silber.“                                                    |
| Wappen der Stadt Benevento | Wappenbegründung: Der Eber ist ein Symbol für den legendären Stadtgründer Diomedes, da dieser seine Heimatstadt Kalydon von den Verwüstungen eines Ebers befreit hat. |

### Städtepartnerschaften
- Bethlehem, Palästinensische Autonomiegebiete, seit 1950
- Neapel, Italien, seit 1966
- Torre Annunziata, Italien, seit 1966
- Pozzuoli, Italien, seit 1970
- Pula, Kroatien, seit 1977
- Gozo, Malta, seit 1987
- Split, Kroatien, seit 1997
- Palma, Spanien, seit 2001
- Bern, Schweiz, seit 2002
- Campobasso, Italien, seit 2002
- Vlora, Albanien, seit 2007

## Söhne und Töchter der Stadt
- Lucius Orbilius Pupillus (113–13 v. Chr.), Grammatiker und Lehrer
- Piatus von Seclin († um 286 oder 299), Märtyrer, Heiliger der römisch-katholischen Kirche
- Viktor III. (1027–1087), Papst
- Gregor VIII. (≈1105–1187), römisch-katholischer Papst
- Mercurius de Vipera (1436–1527), römisch-katholischer Bischof
- Dionisio Neagrus Laurerio (1497–1542), Kardinal
- Niccolò Franco (1515–1570), italienischer Dichter
- Ascanio Filomarino (1583–1666), römisch-katholischer Erzbischof von Neapel und Kardinal
- Bartolomeo Pacca (1756–1844), päpstlicher Diplomat, Kurienkardinal
- Domenico De Simone (1768–1837), Kardinal der Römischen Kirche
- Carlo Maria Pedicini (1769–1843), Bischof und Kardinal der Römischen Kirche
- Bartolomeo Pacca, Jr. (1817–1880), Kurienkardinal
- Giuseppe Moscati (1880–1927), Arzt, Wissenschaftler und Universitätsprofessor; Heiliger der römisch-katholischen Kirche
- Raffaele De Caro (1883–1961), Politiker
- Guido Alberti (1909–1996), Industrieller und Schauspieler
- Mennato Boffa (1929–1996), Autorennfahrer
- Antonio Franco (* 1937), römisch-katholischer Bischof und Vatikandiplomat
- Amedeo Ambron (* 1939), Wasserballspieler
- Piernicola Pedicini (* 1969), italienischer Politiker
- Luca Aquino (* 1974), Jazzmusiker
- Nunzia De Girolamo (* 1975), Politikerin (Forza Italia)
- Luisa Striani (* 1978), Schwimmerin
- Potito Starace (* 1981), Tennisspieler
- Carlo Zotti (* 1982), Fußballspieler